# Вика Жигулина
Вика Жигулина (рум. Vika Jigulina; род. 18 февраля 1986) — молдавско-румынская певица, продюсер и диджей.

## Жизнь и карьера
Виктория Корнева родилась в Кагуле, в СССР. В 2000 году перебралась в Тимишоару, в Румынию и продолжила там своё обучение. Выступала в различных клубах Бухареста. Появлялась в качестве гостя на различных румынских радиостанциях. В 2010 году Вика стала полноправной гражданкой Румынии. В настоящее время работает диск-жокеем для радиостанций Radio 21 Romania и Vibe FM.
Сотрудничала с такими исполнителями как, ATB, Tomcraft, Стив Анжелло, Себастьян Ингроссо и др. Наиболее известна по своему международному хиту «Stereo Love», сделанному совместно с румынским продюсером Эдвардом Майя. 29 сентября 2012 года состоялся выпуск дебютного сольного сингла Вики, «Memories».
В марте 2012 года появилась на обложке румынской версии журнала Playboy.

## Синглы

### В качестве ведущего артиста
| Название                                                     | Год  | Высшая позиция в чартах | Высшая позиция в чартах | Высшая позиция в чартах | Высшая позиция в чартах | Высшая позиция в чартах | Высшая позиция в чартах | Высшая позиция в чартах | Высшая позиция в чартах | Высшая позиция в чартах | Высшая позиция в чартах | Высшая позиция в чартах | Сертификации | Альбом               |
| Название                                                     | Год  | BEL                     | CAN                     | FRA                     | GER                     | IRE                     | NLD                     | SPA                     | SWE                     | SWI                     | UK                      | US                      | Сертификации | Альбом               |
| ------------------------------------------------------------ | ---- | ----------------------- | ----------------------- | ----------------------- | ----------------------- | ----------------------- | ----------------------- | ----------------------- | ----------------------- | ----------------------- | ----------------------- | ----------------------- | --- | -------------------- |
| «Stereo Love» (c Эдвардом Майя)                              | 2009 | 2                       | 19                      | 1                       | 4                       | 1                       | 5                       | 1                       | 1                       | 2                       | 4                       | 16                      | - BEL: Золотой - CAN: 2x Платиновый - GER: Платиновый - SPA: 2× Платиновый - SWE: Платиновый - SWI: Платиновый - UK: Золотой - US: Platinum | The Stereo Love Show |
| «Memories»                                                   | 2012 | —                       | —                       | —                       | —                       | —                       | —                       | —                       | —                       | —                       | —                       | —                       | | Неальбомные синглы   |
| «Love of My Life» (с Эдвардом Майя)                          | 2014 | —                       | —                       | —                       | —                       | —                       | —                       | —                       | —                       | —                       | —                       | —                       | | Неальбомные синглы   |
| «—» означает, что сингл не попал в чарты или не был выпущен. |      |                         |                         |                         |                         |                         |                         |                         |                         |                         |                         |                         | |                      |

### В качестве приглашённого исполнителя
| Название                                                                                | Год  | Высшая позиция в чартах | Высшая позиция в чартах | Высшая позиция в чартах | Высшая позиция в чартах | Высшая позиция в чартах | Высшая позиция в чартах | Высшая позиция в чартах | Высшая позиция в чартах | Высшая позиция в чартах | Высшая позиция в чартах | Высшая позиция в чартах | Альбом               |
| Название                                                                                | Год  | BEL                     | CAN                     | FRA                     | GER                     | IRE                     | NLD                     | SPA                     | SWE                     | SWI                     | UK                      | US                      | Альбом               |
| --------------------------------------------------------------------------------------- | ---- | ----------------------- | ----------------------- | ----------------------- | ----------------------- | ----------------------- | ----------------------- | ----------------------- | ----------------------- | ----------------------- | ----------------------- | ----------------------- | -------------------- |
| «This Is My Life» (с Эдвардом Майя)                                                     | 2010 | 12                      | —                       | 2                       | —                       | —                       | 42                      | —                       | 58                      | 43                      | —                       | —                       | The Stereo Love Show |
| «Desert Rain» (с Эдвардом Майя)                                                         | 2011 | —                       | —                       | —                       | —                       | —                       | —                       | —                       | —                       | —                       | —                       | —                       | Неальбомный сингл    |
| «Mono in Love» (с Эдвардом Майя)                                                        | 2012 | —                       | —                       | —                       | —                       | —                       | —                       | —                       | —                       | —                       | —                       | —                       | The Stereo Love Show |
| «—» означает, что сингл не попал в чарты или не был выпущен на опредёлённой территории. |      |                         |                         |                         |                         |                         |                         |                         |                         |                         |                         |                         |                      |